# 脊兽

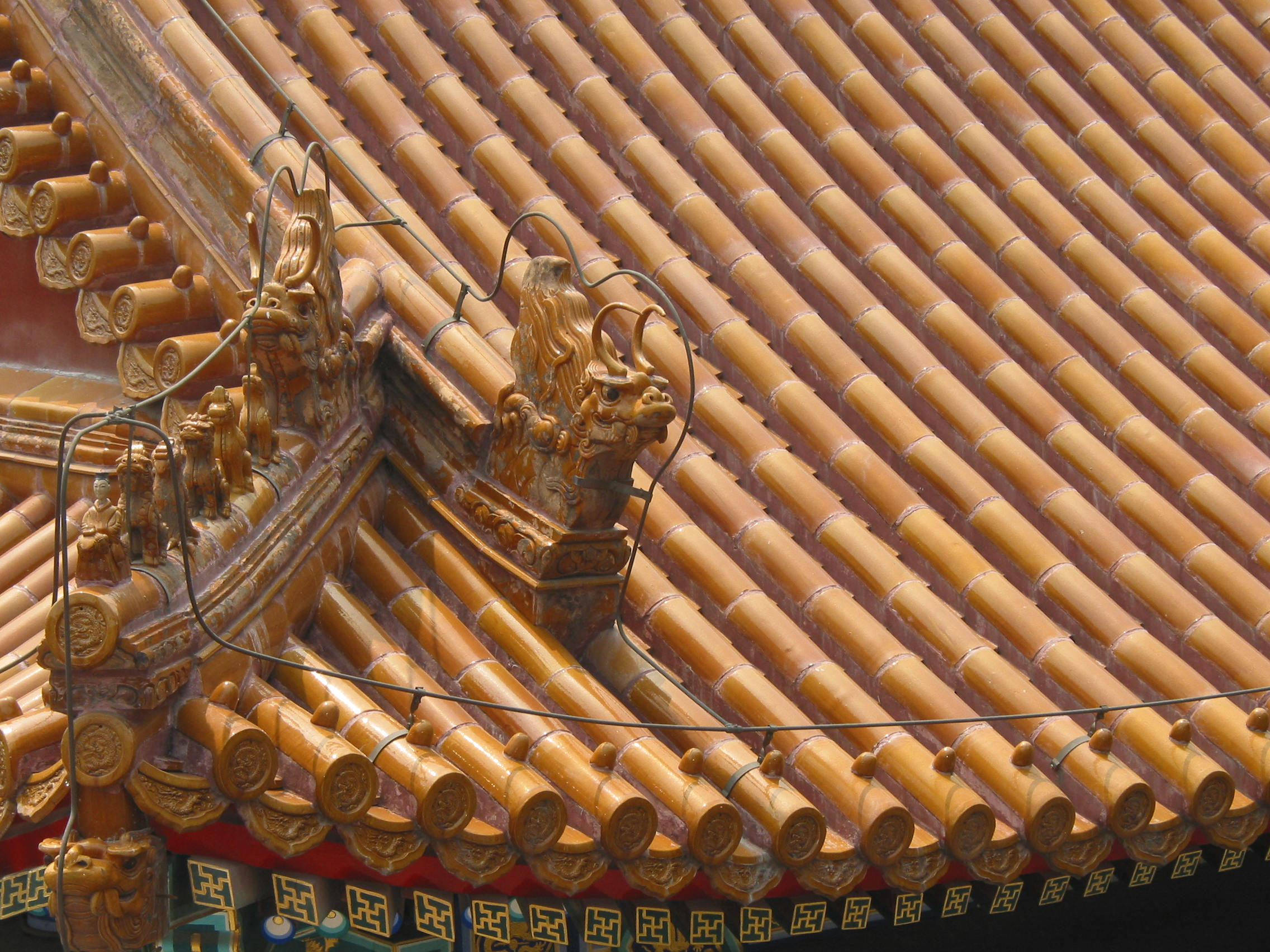
颐和园排云殿上的垂兽、戗兽、仙人走兽和套兽

脊兽是中国古代建筑屋顶的屋脊上所安放的兽件，日本和朝鮮半島一些傳統建築上也可以見到。其中正脊上安放吻兽或望兽，垂脊上安放垂兽，戗脊上安放戗兽，另在屋脊边缘处安放仙人走兽。
脊兽起源于唐代的鸱尾、兽面瓦和翘头筒瓦（脊头三翘），鸱尾在盛唐时期演变出吻兽，兽面瓦在五代以后立体化为垂兽、戗兽，翘头筒瓦演变为蹲兽（仙人走兽）。
脊兽由瓦制成，高级建筑多用琉璃瓦，其功能最初是为了保护木栓和铁钉，防止漏水和生锈，对脊的连接部起固定和支撑作用。后来脊兽发展出了装饰功能，并有严格的等级意义，不同等级的建筑所安放的脊兽数量和形式都有严格限制。